# Adriana Carmona
Adriana Carmona Gutiérrez född 3 december 1973 i Puerto la Cruz i Anzoátegui i Venezuela, är en venezuelansk taekwondoutövare. Hon tog en bronsmedalj i +67 kilos-klassen vid olympiska sommarspelen 2004 i Aten.
Carmona deltog för första gången i de olympiska sommarspelen 1992 i Barcelona, där taekwondo var med som uppvisningssport, hon slutade på en delad tredjeplats. Vid OS i Sydney 2000 kom hon på en delad femteplats efter att ha förlorat semifinalen mot Chen Zhong.
Carmona har också vunnit ett silver vid VM i New York 1993. Hon vann en guldmedalj vid de panamerikanska spelen 1995 i Mar del Plata och  silvermedaljer vid panamerikanska spelen 1999 och 2003.